# 夏于山脈
夏于山脈（法语：Massif du Chaillu）是西非的山脈，位於加蓬和剛果共和國接壤的邊界，由沉積岩組成，最高點海拔高度980米，是加蓬海拔第二高點，該山脈也是數條河流的發源地。